# Egeo Settentrionale
L'Egeo Settentrionale (gr. Βορείου Αιγαίου, Voríu Egéu) è una delle tredici regioni amministrative (in greco περιφέρειες?, periféries) della Grecia.

## Geografia antropica

### Unità periferiche
- Chio
- Icaria
- Lemno
- Lesbo
- Samo

### Comuni
A seguito della riforma in vigore dal 1º gennaio 2011 l'Egeo Settentrionale è diviso nei seguenti comuni:
- Agiostrati
- Chio
- Furni
- Icaria
- Oinousses
- Lesbo
- Lemno
- Psara
- Samo

## Prefetture
Nel vecchio sistema di suddivisioni amministrative, la periferia era divisa in tre prefetture:
1. Samo
2. Chio
3. Lesbo